# US Grosseto 1912
Unione Sportiva Grosseto 1912, zkráceně jen Grosseto je italský fotbalový klub hrající v sezóně 2024/25 ve 4. italské fotbalové lize sídlící ve městě Grosseto v regionu Toskánsko.
Klub byl založen v roce 1912 jako Union Ginnico Sportiva Grossetana. Oficiální první utkání odehrál 13. dubna 1913. Sezonu 1926/27 nedokončil a byl vyloučen. Klub hrál jen přátelské zápasy až do sezony 1929/30. Dlouhé roky hrál ve třetí lize (1936–1951). V sezoně 1994/95 vyhrál regionální soutěž, jenže místo postupu do čtvrté ligy klub skončil v bankrotu. Vznikl klub nový Unione Sportiva Grosseto Football Club 1912 a začal hrát opět regionální soutěž.
V sezoně 2005/06 vyhrál svou skupinu a slavil postup do druhé ligy (poprvé v historii). V ní vydrží šest sezon. Nejlepšího umístění obsadí v sezoně 2008/09 (6. místo). Po sestupu do třetí ligy se klub dostal do finanční krize, které vyvrcholila bankrotem v roce 2015. Klub byl rozpuštěn ale vzápětí vzniká klub nový - Football Club Grosseto Società Sportiva Dilettantistica.
Po sezoně 2016/17 se nepřihlásil do dalšího ročníku a zaniká. Následně je založen díky místním podnikatelům (Mario a Simone Ceri), majitelé klubu Roselle Football Association (klub stejného městského předměstí) nový klub - Associazione Sportiva Dilettantistica Unione Sportiva Grosseto 1912. Sezonu 2020/21 ukončil na posledním místě ve své skupině a sestoupil o ligu níže.

## Změny názvu klubu
- 1913/14 – 1924/25 – UGS Grossetana (Unione Ginnico Sportiva Grossetana)
- 1925/26 – 1927/28 – CS Grossetano (Club Sportivo Grossetano)
- 1928/29 – 1999/00 – US Grosseto (Unione Sportiva Grosseto)
- 2000/01 – 2014/15 – US Grosseto FC (Unione Sportiva Grosseto Football Club)
- 2015/16 – 2016/17 – FC Grosseto SSD (Football Club Grosseto Società Sportiva Dilettantistica)
- 2017/18 – 2018/19 – ASD US Grosseto 1912 (Associazione Sportiva Dilettantistica Unione Sportiva Grosseto 1912)
- 2019/20 – SSD US Grosseto 1912 (Società Sportiva Dilettantistica Unione Sportiva Grosseto 1912)
- 2020/21 – US Grosseto 1912 (Unione Sportiva Grosseto 1912)

## Získané trofeje

### Vyhrané domácí soutěže
- 3. italská liga ( 2x )

1946/47, 2006/07
- 4. italská liga ( 4x )

1960/61, 1972/73, 2003/04, 2019/20

## Účast v ligách
| Úroveň soutěže | Název soutěže (nynější název) | První hraná sezona | Poslední hraná sezona | celkem odehraných sezon |
| -------------- | ----------------------------- | ------------------ | --------------------- | ----------------------- |
| 2              | Serie B                       | 2007/08            | 2012/13               | 6                       |
| 3              | Serie C                       | 1931/32            | 2021/22               | 33                      |
| 4              | Serie D                       | 1951/52            | 2024/25               | 28                      |
| 5              | Eccellenza                    | 1957/58            | 2001/02               | 12                      |

## Fotbalisté

### Historické statistiky
| Počet utkání | Počet utkání      | Počet utkání |  | Počet branek | Počet branek         | Počet branek |
| Pořadí       | Jméno             | Počet        |  | Pořadí       | Jméno                | Počet        |
| 1.           | Luigi Consonni    | 213          |  | 1.           | Ferdinando Sforzini  | 45           |
| 2.           | Riccardo Cretella | 156          |  | 2.           | Thomas Pichlmann     | 36           |
| 3.           | Carl Valeri       | 142          |  | 3.           | Riccardo Cretella    | 27           |
| 4.           | Andrea Ciolli     | 134          |  | 4.           | Alessandro Pellicori | 27           |
| 5.           | Agostino Garofalo | 132          |  | 5.           | Edoardo Marzierli    | 26           |

- Hrající

### Známí hráči v klubu
- Davide Biraschi – (2012–2015) reprezentant  medailista z ME U21 2017
- Chadi Cheikh Merai – (2002/03) reprezentant
- Tomas Danilevičius – (2008) reprezentant
- Ciro Immobile – (2011) reprezentant  medailista z ME U21 2013
- Angelo Pagotto – (2006/07) reprezentant  medailista z ME U21 1996
- Martin Petráš – (2011/12) reprezentant
- Mauricio Pinilla – (2009/10) reprezentant  medailista z CA 2015 + CA 2016
- Panagiōtīs Tachtsidīs – (2011) reprezentant